# Maurice Blomme
Maurice Blomme (29 de outubro de 1926 — 11 de abril de 1980) foi um ciclista de estrada profissional belga.
Representou seu país, Bélgica, nos Jogos Olímpicos de Verão de 1948 na perseguição por equipes de 4 km. Equipe belga terminou na quinta posição. Blomme venceu a décima segunda etapa do Tour de France 1950.